# Jitsi
Jitsi (antes SIP Communicator) es un software de videoconferencia, VoIP, y mensajería instantánea con aplicaciones nativas para iOS y Android, y con soporte para Windows, Linux y Mac OS X a través de la web. Es compatible con varios protocolos populares de mensajería instantánea y de telefonía, y se distribuye bajo los términos de la licencia Apache, por lo que es software libre y de código abierto. Jitsi se diferencia de otras plataformas de videoconferencia como Zoom en que puede ser instalado en un servidor privado, ya que tanto el software del cliente como del servidor son distribuidos libremente. Además, debido a su modelo de desarrollo abierto, permite añadir y/o modificar su funcionalidad a voluntad del usuario.

## Historia
El trabajo en Jitsi (entonces SIP Communicator) comenzó en 2003 en el marco de un proyecto estudiantil de Emil Ivov en la Universidad de Estrasburgo. Fue lanzado originalmente como un videoteléfono de ejemplo en el stack de JAIN-SIP y más tarde empezó a dar pasos como un proyecto independiente.
Originalmente el proyecto se utilizó sobre todo como una herramienta de experimentación debido a su apoyo a la IPv6. A través de los años, según el proyecto añadía más miembros colaboradores, se fue agregando soporte para más protocolos, aparte de SIP.
Jitsi ha recibido apoyo de diversas instituciones como la Fundación NLnet, la Universidad de Estrasburgo y la región de Alsacia y ha participado en varias ocasiones en el verano de Google Code.
En 2009, Emil Ivov fundó la empresa BlueJimp que ha empleado a algunos de los principales contribuyentes de Jitsi con el fin de ofrecer apoyo profesional y servicios de desarrollo relacionados con el proyecto.
El 11 de marzo de 2011, tras agregar soporte para audio/vídeo a través de extensiones XMPP Jingle exitosamente, el proyecto fue renombrado a Jitsi puesto que ya no era "sólo un comunicador SIP (SIP Communicator)".
Atlassian adquirió BlueJimp el 5 de abril de 2015. Después de la adquisición, el nuevo equipo Jitsi de Atlassian dejó de realizar nuevos y significativos trabajos de desarrollo en el proyecto Jitsi Desktop y amplió sus esfuerzos en los proyectos relacionados con el Jitsi Videobridge y el Jitsi Meet. Las contribuciones regulares de la comunidad de código abierto han mantenido el proyecto Jitsi Desktop. En octubre de 2018, 8x8 compró Jitsi.

## Características
Jitsi soporta varios sistemas operativos, incluyendo Windows, así como sistemas de tipo UNIX, como Linux, Mac OS X y BSD. También incluye:
- Transferencia de llamadas atendidas y/o ciegas.
- Cambio a "ausente" automático.
- Autorreconexión
- Grabación de llamadas.
- Cifrado con protocolos SRTP y ZRTP.
- Llamadas de conferencia.
- Establecimiento de conexión de medios directa mediante protocolo ICE.
- Streaming de escritorio.
- Almacenamiento de contraseñas cifradas con una contraseña maestra.
- Transferencia de archivos para los servicios XMPP, AIM/ICQ, Windows Live Messenger Service, Yahoo!
- Cifrado de mensajería instantánea con Off-the-Record Messaging.
- Soporte IPv6 para SIP y XMPP.
- Releo (relaying) de medios con protocolo TURN.
- Indicador de mensaje en espera (RFC 3842).
- Llamadas de voz y vídeo mediante protocolos SIP y XMPP, con H.264, H.263, VP8 para codificación de vídeo.
- Telefonía de banda ancha con G.722 y Speex.

## Tecnologías
Jitsi está escrito sobre todo en Java, que ayuda a reutilizar la mayor parte del código en los distintos sistemas operativos que trabaja. El proyecto también utiliza código nativo para la ejecución de tareas específicas de plataforma, como captura y procesado (renderizado) de audio/video, selección de direcciones IP, y acceso a sistemas de notificación nativos popup como Growl (bramido).
El proyecto utiliza la aplicación Apache Felix OSGi para modularidad.
Entre otros, Jitsi utiliza la stack (pila) de protocolos JAIN-SIP para el soporte de SIP y la biblioteca Smack para XMPP.
El hecho de que Jitsi maneja correctamente IPv6 es especialmente interesante para la comunicación directa de PC a PC, por ejemplo, si ambas partes están "atrapadas" detrás de routers NAT, pero se puede obtener una dirección IPv6 accesible a través de un túnel-corredor.
La comunidad Jitsi ha completado también una aplicación llamada ice4j.org, que se utiliza para proporcionar capacidades de NAT transversal, y ayudar a la transición de IPv4 a IPv6.

### Protocolos admitidos
Los siguientes protocolos están soportados por Jitsi:
- Bonjour (aplicación de Apple Zeroconf).
- . NET Messenger Service (comúnmente conocido como MSN Messenger o Windows Live Messenger; sin soporte multimedia).
- OSCAR (AIM/ICQ/. Mac)
- SIP.
- Mensajería XMPP, (Google Talk, Live Journal, Gizmo5, FB Chat, ...)
- Yahoo! (sólo funciones básicas de chat y transferencia de archivos).

## Galería

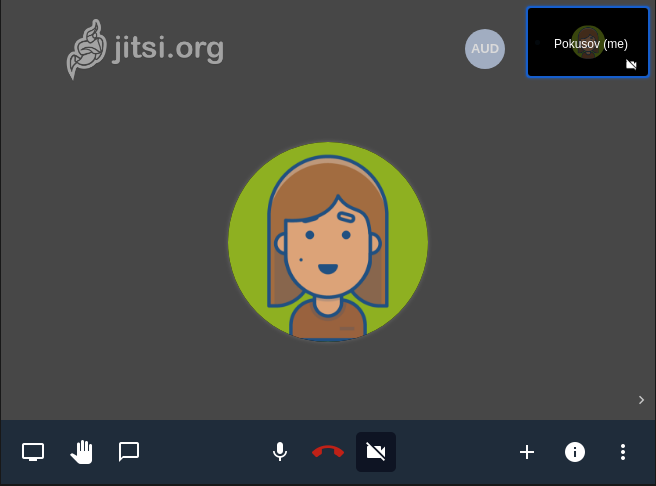
GUI de Jitsi Web
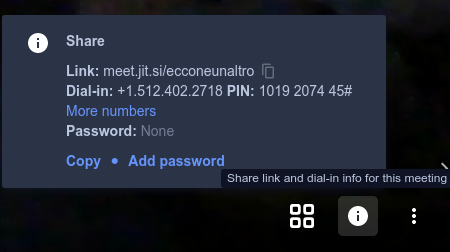
Apartado de gestión de llamadas
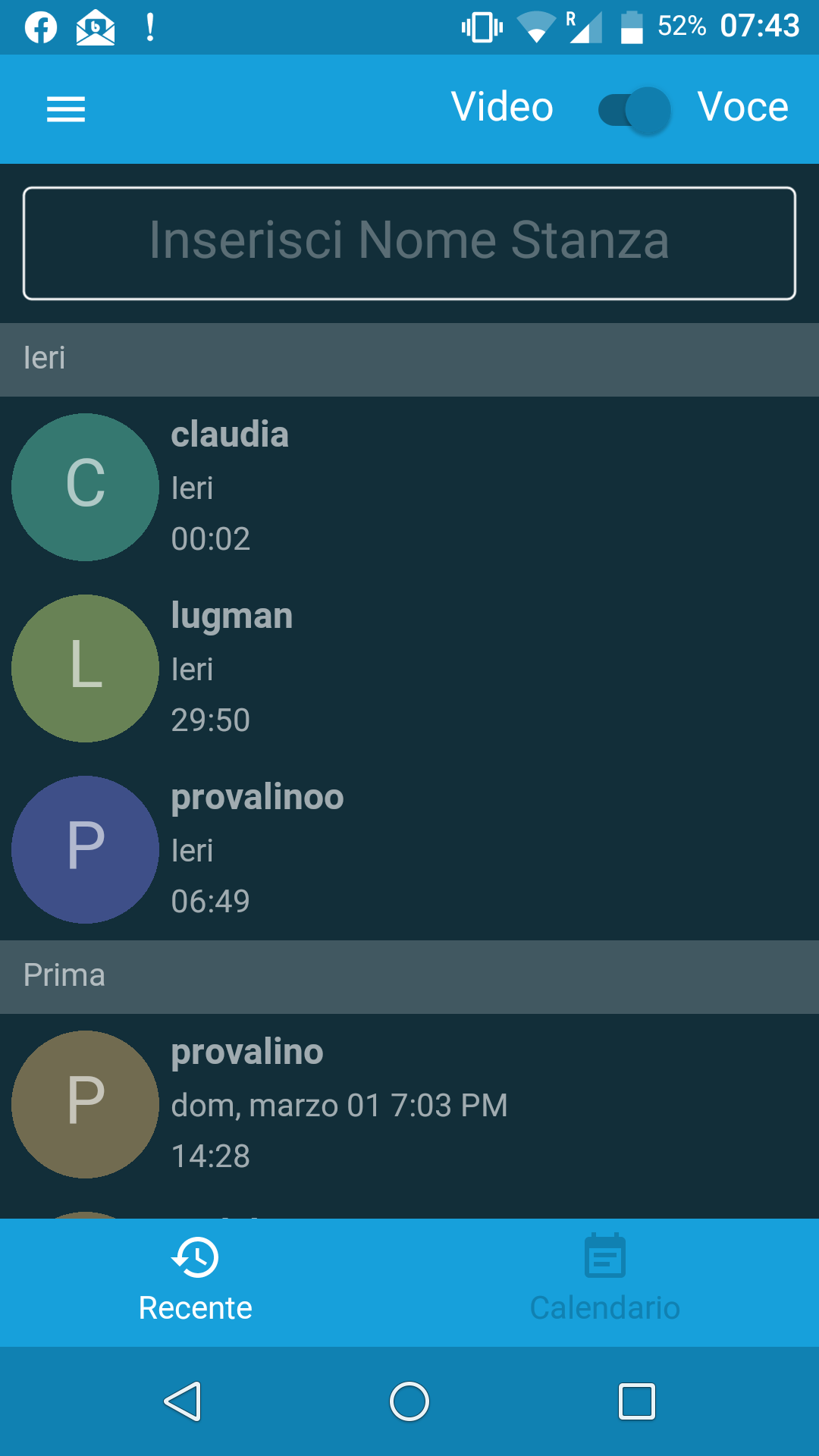
Jitsi Mobile
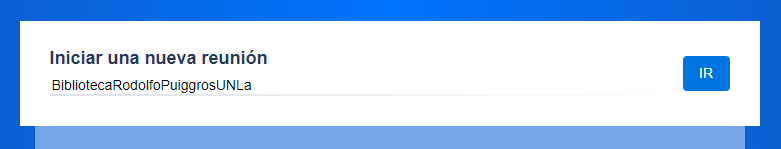
Inicio de una nueva reunión